# 松梅村
松梅村（まつうめむら）は、佐賀県佐賀郡にあった村。現在の佐賀市の一部にあたる。

## 地理
- 河川：嘉瀬川、名尾川、柚木川[3]

## 歴史
- 1889年（明治22年）4月1日、町村制の施行により、佐賀郡松瀬村・梅野村、神埼郡鹿路村名尾が合併して村制施行し、松梅村が発足[1][2]。松瀬、梅野、名尾の3大字を編成[2]。
- 1900年（明治33年）松梅産業組合設立[2]
- 1930年（昭和5年）青年団設立[2]
- 1931年（昭和6年）婦人会設立[2]
- 1933年（昭和8年）農業会設立[2]
- 1942年（昭和17年）森林組合設立[2]。1952年（昭和27年）松梅村森林組合となる[2]。
- 1947年（昭和22年）農業協同組合設立[2]
- 1955年（昭和30年）4月16日、佐賀郡春日村、川上村と合併し、大和村を新設して廃止された[1][2]。合併後、大和村大字松瀬・梅野・名尾となる[2]。

### 地名の由来
合併旧村名の各一文字を組み合わせたもの。

## 産業
- 農業、商業、工業[2]

## 教育
- 1889年（明治22年）三反田小学校、都渡城小学校が合併し松梅尋常小学校となる[2]。その後、三反田、下田、名尾の3校が分離独立[2]。1913年（大正2年）再び3校が合併し、高等科を併置し松梅尋常高等小学校となり、名尾・下田に分教場を設置[2]。1941年（昭和16年）松梅村国民学校に改称し、1947年（昭和22年）松梅小学校となる[2]。
- 1947年、松梅中学校を松梅小学校に併設[2]。